# Kněžnice
Kněžnice är en ort i Tjeckien.   Den ligger i regionen Hradec Králové, i den centrala delen av landet, 80 km nordost om huvudstaden Prag. Kněžnice ligger 364 meter över havet och antalet invånare är 221.
Terrängen runt Kněžnice är platt åt sydväst, men åt nordost är den kuperad. Runt Kněžnice är det tätbefolkat, med 493 invånare per kvadratkilometer. Närmaste större samhälle är Jičín, 6,5 km söder om Kněžnice. Trakten runt Kněžnice består till största delen av jordbruksmark.